# تپه گوگجه قیا
تپه گوگجه قیا مربوط به دوره هخامنشی - دوره اشکانیان است و در شهرستان زنجان، بخش مرکزی، دهستان قلتوق، شمال روستای گوگجه قیا، چسبیده به خانه‌های روستا واقع شده و این اثر در تاریخ ۱۸ اسفند ۱۳۸۷ با شمارهٔ ثبت ۲۵۳۲۳ به‌عنوان یکی از آثار ملی ایران به ثبت رسیده است.